# Javerdat
Javerdat est une commune française située dans le département de la Haute-Vienne, en région Nouvelle-Aquitaine.

## Géographie

### Localisation
Javerdat est un bourg de Haute-Vienne limitrophe de la Charente, situé au sud des Monts de Blond, à une trentaine de kilomètres à l’ouest de Limoges, entre Oradour-sur-Glane et Saint-Junien.
Il fait partie de l'Aire d'attraction de Limoges, et de la zone d'emploi ainsi que du bassin de vie de Saint-Junien

### Communes limitrophes
Les communes limitrophes sont  Brigueuil, Cieux, Montrol-Sénard, Montrollet, Oradour-sur-Glane et Saint-Brice-sur-Vienne.
| Montrollet (Charente) | Montrol-Sénard         | Cieux             |
| Brigueuil (Charente)  | Javerdat               | Oradour-sur-Glane |
|                       | Saint-Brice-sur-Vienne |                   |

### Géologie et relief
La superficie de la commune est de 25,52 km2 ; son altitude varie de 228  à   336 mètres.

### Hydrographie

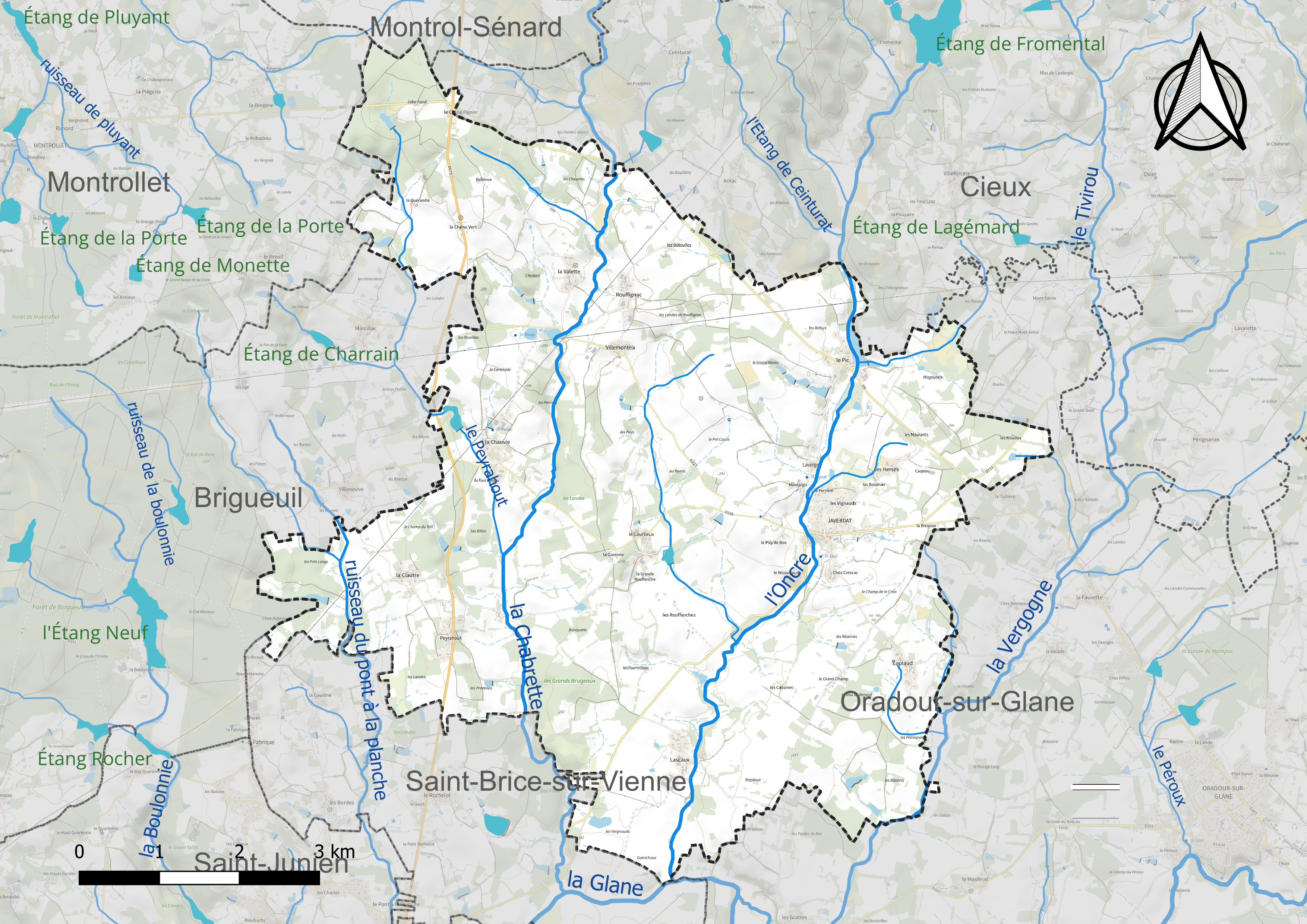
Carte hydrographique de la commune.

La commune est drainée par plusieurs cours d'eau : d'ouest en est, le ruisseau du Pont à la Planche, la Chabrette qui reçoit les eaux du Peyrabout, l'Oncre et- la Vergogne.

### Climat
Pour des articles plus généraux, voir Climat de la Nouvelle-Aquitaine et Climat de la Haute-Vienne.
Historiquement, la commune est exposée à un climat océanique limousin.  
En 2020, Météo-France publie une typologie des climats de la France métropolitaine dans laquelle la commune est exposée à un climat océanique altéré et est dans la région climatique Poitou-Charentes, caractérisée par un bon ensoleillement, particulièrement en été et des vents modérés.
Pour la période 1971-2000, la température annuelle moyenne est de 11,4 °C, avec une amplitude thermique annuelle de 14,8 °C. Le cumul annuel moyen de précipitations est de 965 mm, avec 13,5 jours de précipitations en janvier et 7,6 jours en juillet. Pour la période 1991-2020, la température moyenne annuelle observée sur la station météorologique la plus proche, située sur la commune de Saint-Junien à 9,87 km à vol d'oiseau, est de 12,0 °C et le cumul annuel moyen de précipitations est de 957,1 mm,. Pour l'avenir, les paramètres climatiques de la commune estimés pour 2050 selon différents scénarios d’émission de gaz à effet de serre sont consultables sur un site dédié publié par Météo-France en novembre 2022.

## Urbanisme

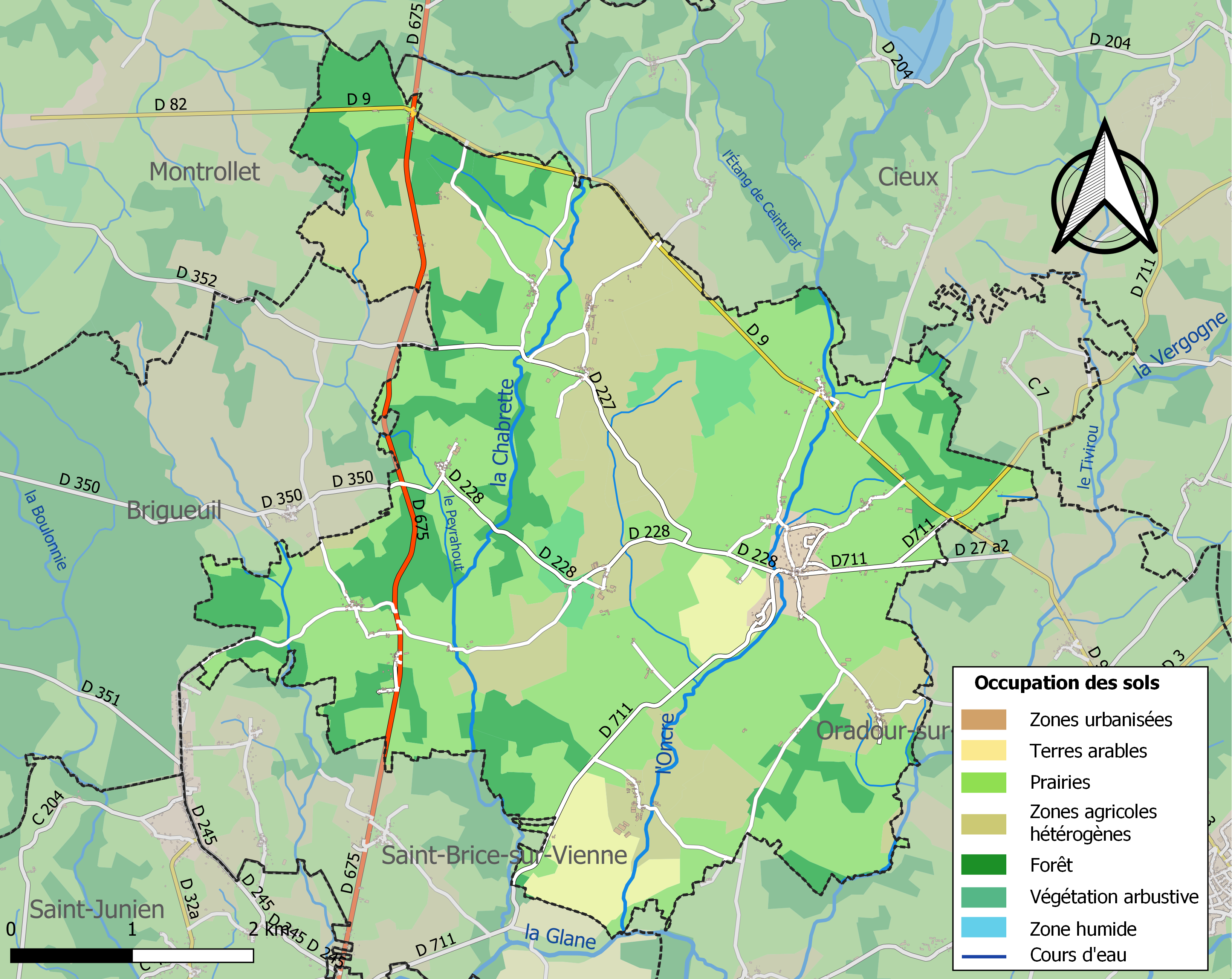
Carte des infrastructures et de l'occupation des sols de la commune en 2018 (CLC).

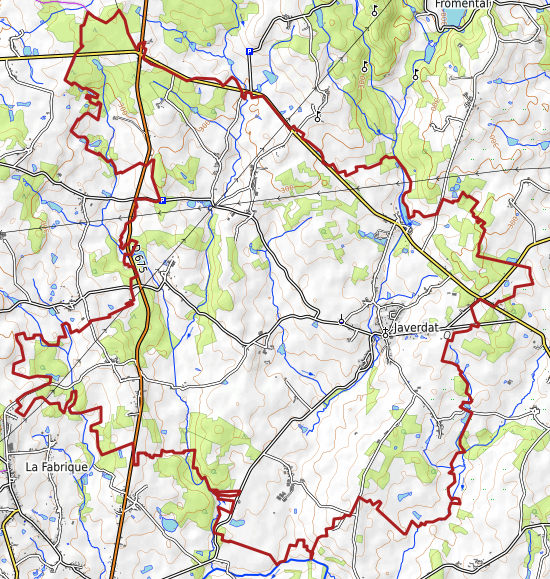
Carte topographique de la commune.

### Typologie
Au 1er janvier 2024, Javerdat est catégorisée commune rurale à habitat dispersé, selon la nouvelle grille communale de densité à sept niveaux définie par l'Insee en 2022.
Elle est située hors unité urbaine. Par ailleurs la commune fait partie de l'aire d'attraction de Limoges, dont elle est une commune de la couronne,. Cette aire, qui regroupe 127 communes, est catégorisée dans les aires de 200 000 à moins de 700 000 habitants,.

### Occupation des sols
L'occupation des sols de la commune, telle qu'elle ressort de la base de données européenne d’occupation biophysique des sols Corine Land Cover (CLC), est marquée par l'importance des territoires agricoles (78 % en 2018), en diminution par rapport à 1990 (82,1 %). La répartition détaillée en 2018 est la suivante : 
prairies (50 %), zones agricoles hétérogènes (23,4 %), forêts (18 %), terres arables (4,6 %), milieux à végétation arbustive et/ou herbacée (2,5 %), zones urbanisées (1,6 %). L'évolution de l’occupation des sols de la commune et de ses infrastructures peut être observée sur les différentes représentations cartographiques du territoire : la carte de Cassini (XVIIIe siècle), la carte d'état-major (1820-1866) et les cartes ou photos aériennes de l'IGN pour la période actuelle (1950 à aujourd'hui).

### Lieux-dits, hameaux et écarts
La commune de Javerdat comprend 28 lieux-dits : Bellevue, les Betoulles, la Brousse, les Cassines, la Cati, la Chauvie, le Chêne-Pignier, le Chêne-Vert, la Clautre, le Courtieux, Fontanas, Grand-Champ, la Grande-Rouffanche, la Jaberland, Laplaud, Lascaux, le Moulin-de-Peyrahout, le Nicoulaud, Peyrahout, le Pic, Puy-de-Bos, la Quérandie, Rebeyrat, les Rouffanches, Rouffignac, la Tuilière, la Valette, Villemonteix.
Elle compte également des habitations isolées qui ne sont pas considérées comme des villages.

### Habitat et logement
En 2020, le nombre total de logements dans la commune était de 360, alors qu'il était de 353 en 2015 et de 334 en 2010.
Parmi ces logements, 82,1 % étaient des résidences principales, 9,5 % des résidences secondaires et 8,4 % des logements vacants. Ces logements étaient pour 99,4 % d'entre eux des maisons individuelles et pour 0,6 % des appartements.
Le tableau ci-dessous présente la typologie des logements à Javerdat en 2020 en comparaison avec celle de la Haute-Vienne et de la France entière. Une caractéristique marquante du parc de logements est ainsi une proportion de résidences secondaires et logements occasionnels (9,5 %) supérieure à celle du département (7,7 %) mais inférieure à celle de la France entière (9,7 %).
| Typologie                                               | Javerdat | Haute-Vienne | France entière |
| ------------------------------------------------------- | -------- | ------------ | -------------- |
| Résidences principales (en %)                           | 82,1     | 82,6         | 82,1           |
| Résidences secondaires et logements occasionnels (en %) | 9,5      | 7,7          | 9,7            |
| Logements vacants (en %)                                | 8,4      | 9,7          | 8,2            |

### Risques majeurs
Le territoire de la commune de Javerdat est vulnérable à différents aléas naturels : météorologiques (tempête, orage, neige, grand froid, canicule ou sécheresse) et séisme (sismicité faible). Il est également exposé à un risque particulier : le risque de radon. Un site publié par le BRGM permet d'évaluer simplement et rapidement les risques d'un bien localisé soit par son adresse soit par le numéro de sa parcelle.

### Risques naturels et technologiques

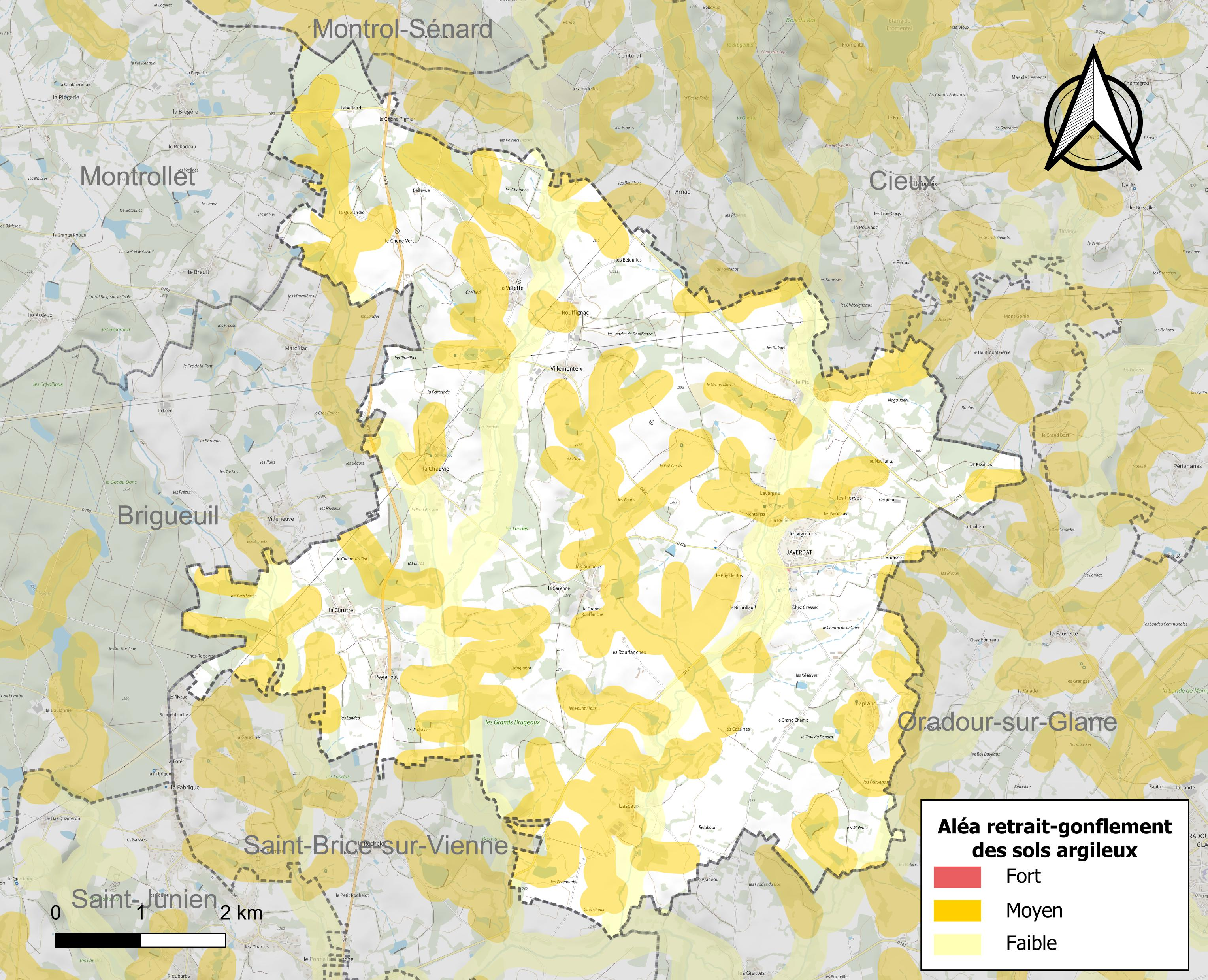
Carte des zones d'aléa retrait-gonflement des sols argileux de Javerdat.

Le retrait-gonflement des sols argileux est susceptible d'engendrer des dommages importants aux bâtiments en cas d’alternance de périodes de sécheresse et de pluie. 37,6 % de la superficie communale est en aléa moyen ou fort (27 % au niveau départemental et 48,5 % au niveau national métropolitain). Depuis le 1er octobre 2020, en application de la loi ÉLAN, différentes contraintes s'imposent aux vendeurs, maîtres d'ouvrages ou constructeurs de biens situés dans une zone classée en aléa moyen ou fort,.
La commune a été reconnue en état de catastrophe naturelle au titre des dommages causés par les inondations et coulées de boue survenues en 1982 et 1999 et par des mouvements de terrain en 1999.

#### Risque particulier
Dans plusieurs parties du territoire national, le radon, accumulé dans certains logements ou autres locaux, peut constituer une source significative d’exposition de la population aux rayonnements ionisants. Selon la classification de 2018, la commune de Javerdat est classée en zone 3, à savoir zone à potentiel radon significatif.

## Toponymie
La commune est dénommée Javerdac en occitan[réf. nécessaire].

## Politique et administration

### Rattachements administratifs et électoraux

#### Rattachements administratifs
La commune se trouve dans l'arrondissement de Rochechouart du département de la Haute-Vienne
Elle faisait partie de 1793 à 1973 du canton de Saint-Junien, année où celui-ci est scindé et la commune rattachée au canton de Saint-Junien-Est. Dans le cadre du redécoupage cantonal de 2014 en France, cette circonscription administrative territoriale a disparu, et le canton n'est plus qu'une circonscription électorale.

#### Rattachements électoraux
Pour les élections départementales, la commune fait partie depuis 2014 d'un nouveau canton de Saint-Junien
Pour l'élection des députés, elle fait partie de la deuxième circonscription de la Haute-Vienne.

### Intercommunalité
Javerdat était membre de la communauté de communes Vienne-Glane, un établissement public de coopération intercommunale (EPCI) à fiscalité propre créé fin 2000 et auquel la commune avait transféré un certain nombre de ses compétences, dans les conditions déterminées par le code général des collectivités territoriales.
Dans le cadre des dispositions de la loi portant nouvelle organisation territoriale de la République du 7 août 2015, qui prévoit que les établissements publics de coopération intercommunale (EPCI) à fiscalité propre doivent avoir un minimum de 15 000 habitants, cette intercommunalité a fusionné avec sa voisine pour former, le 1er janvier 2016, la communauté de communes Porte Océane du Limousin, dont est désormais membre la commune.

### Liste des maires
| Période                                  | Période                        | Identité                   | Étiquette | Qualité                                                         |
| ---------------------------------------- | ------------------------------ | -------------------------- | --------- | --------------------------------------------------------------- |
| Les données manquantes sont à compléter. |                                |                            |           |                                                                 |
| avant 1791                               |                                | M. Marchadier              |           |                                                                 |
| 1804                                     | 1811                           | M. Chalaix (ou Chalais)    |           |                                                                 |
| 1812                                     | 1830                           | M. P. Dejames              |           |                                                                 |
| 1832                                     | 1835                           | Joseph, Léon Labarre       |           |                                                                 |
| 1836                                     | 1837                           | M. Blanchon                |           |                                                                 |
| 1838                                     | 1840                           | Léonard Peyretou           |           |                                                                 |
| 1841                                     | 1843                           | Marie Eugène Dejames       |           |                                                                 |
| 1844                                     | 1848                           | M. Peyratout               |           |                                                                 |
| 1850                                     | 1851                           | M. Darnajou                |           |                                                                 |
| 1852                                     | 1858                           | Joseph Teillet             |           |                                                                 |
|                                          |                                |                            |           |                                                                 |
| 1861                                     | 1865                           | François Montazeaud (aîné) |           |                                                                 |
|                                          |                                |                            |           |                                                                 |
| 1971                                     | 1900                           | Jean Raymond               |           |                                                                 |
| 1901                                     | 1914                           | M. Tournois                |           |                                                                 |
|                                          |                                |                            |           |                                                                 |
| 1920                                     | 1924                           | Léonce Tournois            |           |                                                                 |
| 1925                                     | 1933                           | Pierre Savy                |           |                                                                 |
| 1934                                     | 1935                           | Jean Blanchon              |           |                                                                 |
| 1936                                     | 1939                           | Jean Melon                 |           |                                                                 |
| mai 1945                                 | mars 1965                      | Jean Melon                 |           |                                                                 |
| mars 1965                                | mars 1977                      | Guy Belair                 |           |                                                                 |
| mars 1977                                | mars 1983                      | Henri Chabroux             |           |                                                                 |
| mars 1983                                | mars 2001                      | Michel Merigot             |           |                                                                 |
| mars 2001                                | mai 2007                       | William Verdugier          |           |                                                                 |
| mai 2007                                 | printemps 2023                 | Annie Dardilhac            | ADS       | Cadre retraitée Démissionnaire                                  |
| juin 2023,                               | En cours (au 16 décembre 2023) | Valérie Parpeix            |           | Profession intermédiaire administrative de la fonction publique |

## Équipements et services publics

### Enseignement
Les enfants de la commune sont scolarisés avec ceux de Cieux dans le cadre d'un regroupement pédagogique intercommunal (RPI).

## Population et société

### Démographie
L'évolution du nombre d'habitants est connue à travers les recensements de la population effectués dans la commune depuis 1793. Pour les communes de moins de 10 000 habitants, une enquête de recensement portant sur toute la population est réalisée tous les cinq ans, les populations de référence des années intermédiaires étant quant à elles estimées par interpolation ou extrapolation. Pour la commune, le premier recensement exhaustif entrant dans le cadre du nouveau dispositif a été réalisé en 2008.

En 2022, la commune comptait 702 habitants, en évolution de −3,7 % par rapport à 2016 (Haute-Vienne : −0,68 %, France hors Mayotte : +2,11 %).
| 1793  | 1800 | 1806 | 1821  | 1831  | 1836  | 1841  | 1846  | 1851  |
| ----- | ---- | ---- | ----- | ----- | ----- | ----- | ----- | ----- |
| 1 019 | 826  | 907  | 1 019 | 1 044 | 1 078 | 1 021 | 1 064 | 1 145 |

| 1856  | 1861  | 1866  | 1872  | 1876  | 1881  | 1886  | 1891  | 1896  |
| ----- | ----- | ----- | ----- | ----- | ----- | ----- | ----- | ----- |
| 1 171 | 1 187 | 1 137 | 1 089 | 1 063 | 1 144 | 1 176 | 1 149 | 1 114 |

| 1901  | 1906  | 1911  | 1921  | 1926 | 1931 | 1936 | 1946 | 1954 |
| ----- | ----- | ----- | ----- | ---- | ---- | ---- | ---- | ---- |
| 1 161 | 1 152 | 1 147 | 1 043 | 989  | 900  | 881  | 850  | 724  |

| 1962 | 1968 | 1975 | 1982 | 1990 | 1999 | 2006 | 2008 | 2013 |
| ---- | ---- | ---- | ---- | ---- | ---- | ---- | ---- | ---- |
| 624  | 591  | 559  | 555  | 528  | 523  | 600  | 622  | 711  |

| 2018 | 2022 | - | - | - | - | - | - | - |
| ---- | ---- | - | - | - | - | - | - | - |
| 705  | 702  | - | - | - | - | - | - | - |

## Culture locale et patrimoine

### Lieux et monuments
- Église Saint-Blaise de Javerdat, du XIIe siècle et qui abrite deux retables remarquables  du XVe siècle ainsi que les bustes reliquaires de saint Jean et saint Blaise. L'église comprend un  chœur  dont l'abside polygonale est ornée à l'extérieur d'une ceinture de modillons sculptés en forme de têtes d’hommes et de bête[28].
- La mairie, qui occupe l'ancien presbytère[20].
- Ancienne meule de mouilin, devant la mairie[28].
- Pierre phallique, symbole de la fécondité, devgant l'église[28].
- Dolmen de Rouffignac  Inscrit MH (1987)[29] ;
- Menhir du Pic  Inscrit MH (1987)[30].
- Circuit de randonnée[28].

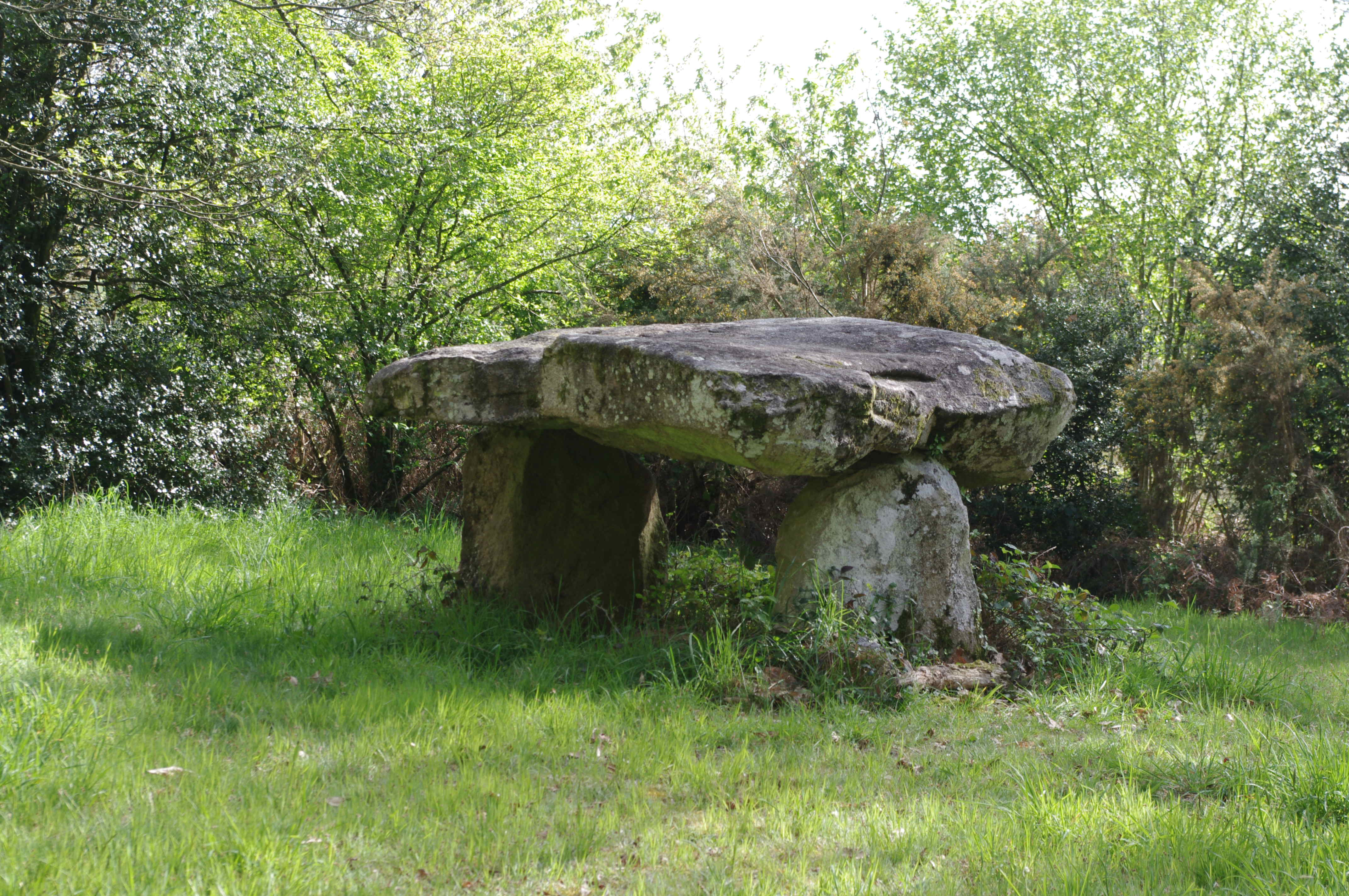
Le dolmen de Rouffignac.
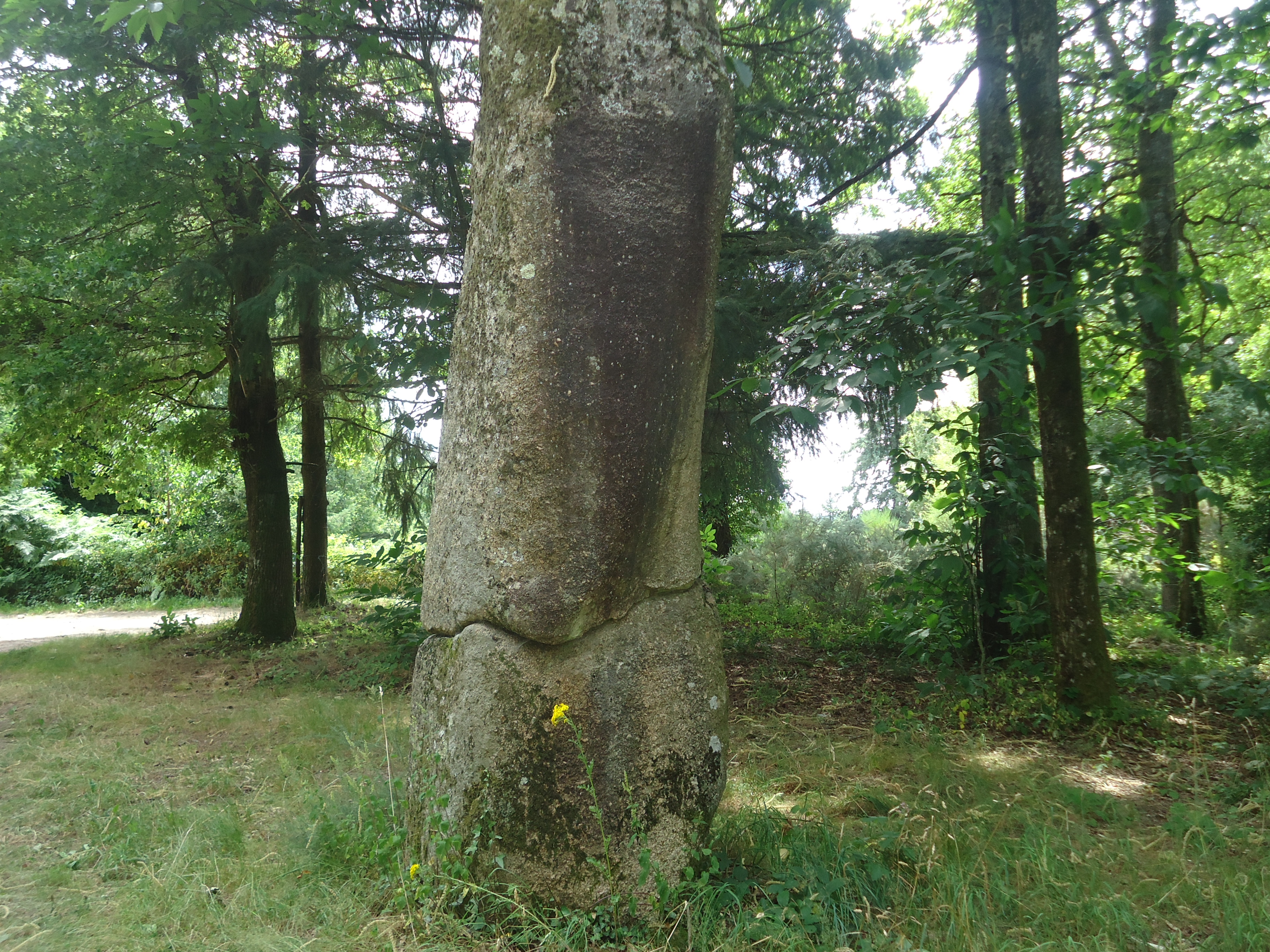
Le menhir du Pic.

### Personnalités liées à la commune
- Jacques Santrot, né à Limoges le 8 juillet 1938, universitaire, est un homme politique français qui passa son enfance à Javerdat.

### Blasonnement
| Blason de Javerdat | Blason  | D'or à l'arbre terrassé de sinople ; au chef fascé ondé d'argent et de gueules. |
| Blason de Javerdat | Détails | Le statut officiel du blason reste à déterminer.                                |

## Pour approfondir